# نيكولاس سابنت روف
نيكولاس سابنت روف (بالفرنسية: Nicolas Saint-Ruf)‏ (24 أكتوبر 1992 بروان في فرنسا - ) هو لاعب كرة قدم فرنسي في مركز الدفاع. لعب مع نادي أورليانز ونادي باستيا ونادي لانس ونادي مونبلييه.

## وصلات خارجية
- نيكولاس سابنت روف على موقع قاعدة بيانات كرة القدم.إي يو (الإنجليزية)
- نيكولاس سابنت روف على موقع ليكيب (الفرنسية)
- نيكولاس سابنت روف على موقع Soccerway.com (الإنجليزية)